# Società Sportiva Lazio 1977-1978
Questa voce raccoglie le informazioni riguardanti la Società Sportiva Lazio nelle competizioni ufficiali della stagione 1977-1978.

## Stagione
In questa stagione la Lazio non ripete il brillante torneo della stagione appena passata ma, con soli 26 punti, uno in più sulla quota salvezza, ottiene di mantenere la massima serie. Eppure i biancocelesti non erano partiti male, alla quarta giornata ai primi di ottobre, rifilano un secco 3 a 0 alla Juventus, risultato che illuse i tifosi, dopo sei giornate era a due lunghezze dal Milan capolista, ma poi il seguito del torneo riservò poche soddisfazioni. La salvezza certa arrivò alla penultima giornata, vittoria 0-2 a tavolino sul Milan, per un petardo che intontì Pietro Ghedin, dopo che sul campo si era comunque vinto.
In campionato parte meglio il Milan, poi da Natale in poi dominio Juventus che rivince lo scudetto, molto bene il neopromosso Lanerossi Vicenza di Paolo Rossi, secondo classificato, terzo il Torino. Miglior marcatore stagionale laziale è stato Bruno Giordano autore di 18 reti, delle quali 12 in campionato, 3 in Coppa Italia e 3 in Coppa UEFA.
Per quanto concerne i percorsi nelle coppe, i biancocelesti disputano nel precampionato la fase a gironi di Coppa Italia, che a sorpresa promuove al girone finale una squadra cadetta, il Monza di Alfredo Magni. Nella Coppa UEFA la Lazio supera nel doppio confronto del primo turno i portoghesi del Boavista, ma vengono eliminati nei sedicesimi di finale della manifestazione dai francesi del Lens, galeotta una pesante sconfitta (6-0) dopo i tempi supplementari nella partita di ritorno.

## Divise
| Casa | Trasferta |

## Organigramma societario
Area direttiva
- Presidente: Umberto Lenzini
- Segretario: Fernando Vona

Area tecnica
- Direttore sportivo: Franco Manni
- Allenatore: Luís Vinício, da aprile Roberto Lovati

## Rosa
| N. |                   | Ruolo | Calciatore           |
| -- | ----------------- | ----- | -------------------- |
|    | Italia (bandiera) | P     | Giuseppe Avagliano   |
|    | Italia (bandiera) | P     | Marco Cari           |
|    | Italia (bandiera) | P     | Claudio Garella      |
|    | Italia (bandiera) | P     | Felice Pulici        |
|    | Italia (bandiera) | D     | Paolo Ammoniaci      |
|    | Italia (bandiera) | D     | Pietro Ghedin        |
|    | Italia (bandiera) | D     | Lionello Manfredonia |
|    | Italia (bandiera) | D     | Luigi Martini        |
|    | Italia (bandiera) | D     | Renato Miele         |
|    | Italia (bandiera) | D     | Carlo Perrone        |
|    | Italia (bandiera) | D     | Dario Pighin         |
|    | Italia (bandiera) | D     | Luigi Polentes       |
|    | Italia (bandiera) | D     | Luigi Tarallo        |
|    | Italia (bandiera) | D     | Giuseppe Wilson      |

| N. |                    | Ruolo | Calciatore          |
| -- | ------------------ | ----- | ------------------- |
|    | Italia (bandiera)  | C     | Andrea Agostinelli  |
|    | Italia (bandiera)  | C     | Roberto Badiani     |
|    | Italia (bandiera)  | C     | Luigi Boccolini     |
|    | Italia (bandiera)  | C     | Franco Cordova      |
|    | Italia (bandiera)  | C     | Vincenzo D'Amico    |
|    | Italia (bandiera)  | C     | Antonio Lopez       |
|    | Italia (bandiera)  | C     | Silvano Pivotto     |
|    | Italia (bandiera)  | A     | Ernesto Apuzzo      |
|    | Italia (bandiera)  | A     | Ezio Castellucci    |
|    | Brasile (bandiera) | A     | Sergio Clerici      |
|    | Italia (bandiera)  | A     | Massimo De Stefanis |
|    | Italia (bandiera)  | A     | Renzo Garlaschelli  |
|    | Italia (bandiera)  | A     | Bruno Giordano      |

## Calciomercato

### Sessione estiva
| Acquisti | Acquisti         | Acquisti  | Acquisti      |
| R.       | Nome             | da        | Modalità      |
| -------- | ---------------- | --------- | ------------- |
| P        | Alvaro Rezzonico | Latina    | fine prestito |
| C        | Luigi Boccolini  | Catanzaro | definitivo    |
| A        | Ernesto Apuzzo   | Como      | fine prestito |
| A        | Sergio Clerici   | Bologna   | definitivo    |

| Cessioni | Cessioni         | Cessioni  | Cessioni   |
| R.       | Nome             | a         | Modalità   |
| -------- | ---------------- | --------- | ---------- |
| P        | Alvaro Rezzonico | -         | svincolato |
| C        | Maurizio Montesi | Avellino  | prestito   |
| C        | Fernando Viola   | Bologna   | prestito   |
| A        | Renzo Rossi      | Catanzaro | definitivo |

### Sessione autunnale
| Acquisti | Acquisti | Acquisti | Acquisti |
| R.       | Nome     | da       | Modalità |
| -------- | -------- | -------- | -------- |

| Cessioni | Cessioni         | Cessioni | Cessioni   |
| R.       | Nome             | a        | Modalità   |
| -------- | ---------------- | -------- | ---------- |
| P        | Felice Pulici    | Monza    | definitivo |
| D        | Renato Miele     | Brindisi | definitivo |
| D        | Luigi Tarallo    | Avellino | definitivo |
| D        | Luigi Polentes   | Modena   | definitivo |
| A        | Ezio Castellucci | Mantova  | definitivo |

### Operazioni esterne alle sessioni
| Acquisti | Acquisti | Acquisti | Acquisti |
| R.       | Nome     | da       | Modalità |
| -------- | -------- | -------- | -------- |

| Cessioni | Cessioni        | Cessioni    | Cessioni |
| R.       | Nome            | a           | Modalità |
| -------- | --------------- | ----------- | -------- |
| D        | Giuseppe Wilson | N.Y. Cosmos | prestito |

## Risultati

### Serie A

#### Girone di andata
| Arbitro: | Reggiani (Bologna) |

|                                      |           |             |
| Badiani 60’ (aut.) Pruzzo 85’ (rig.) | Marcatori | 29’ D'Amico |

| Arbitro: | Pieri (Genova) |

|                  |           |           |
| Garlaschelli 86’ | Marcatori | 84’ Luppi |

| Arbitro: | Menicucci (Firenze) |

|            |           |             |
| Libera 49’ | Marcatori | 80’ D'Amico |

| Arbitro: | Michelotti (Parma) |

|                                   |           |  |
| Garlaschelli 3’ Giordano 55’, 67’ | Marcatori |  |

| Arbitro: | Prati (Parma) |

|               |           |              |
| Altobelli 37’ | Marcatori | 63’ Giordano |

| Arbitro: | Casarin (Milano) |

|                             |           |           |
| Agostinelli 4’ Giordano 65’ | Marcatori | 18’ Orazi |

| Arbitro: | Gonella (Torino) |

|                         |           |                  |
| Rossi 22’ Prestanti 58’ | Marcatori | 53’ Garlaschelli |

| Roma 20 novembre 1977 8ª giornata | Roma                         | 0 – 0 referto | Lazio | Stadio Olimpico\| Arbitro: \| Agnolin (Bassano del Grappa) \| |
| Arbitro:                          | Agnolin (Bassano del Grappa) |               |       |                                                               |

| Arbitro: | D'Elia (Salerno) |

|                    |           |           |
| Gentile 59’ (aut.) | Marcatori | 5’ Bordon |

| Arbitro: | Gussoni (Tradate) |

|                  |           |             |
| Garlaschelli 75’ | Marcatori | 88’ Juliano |

| Arbitro: | Panzino (Catanzaro) |

|  |           |                     |
|  | Marcatori | 87’ (rig.) Giordano |

| Arbitro: | Bergamo (Livorno) |

|           |           |            |
| Wilson 3’ | Marcatori | 69’ Santin |

| Arbitro: | Michelotti (Parma) |

|                                           |           |  |
| Speggiorin 45’, 67’ Goretti 80’ Bagni 88’ | Marcatori |  |

| Arbitro: | Gonella (Torino) |

|                            |           |  |
| Boccolini 61’ Giordano 82’ | Marcatori |  |

| Arbitro: | Gussoni (Tradate) |

|                   |           |                     |
| De Ponti 12’, 90’ | Marcatori | 54’ (rig.) Giordano |

#### Girone di ritorno
| Roma 29 gennaio 1978 16ª giornata | Lazio         | 0 – 0 referto | Genoa | Stadio Olimpico\| Arbitro: \| Lops (Torino) \| |
| Arbitro:                          | Lops (Torino) |               |       |                                                |

| Arbitro: | Bergamo (Livorno) |

|                        |           |                                   |
| Negrisolo 24’ Gori 46’ | Marcatori | 57’ Giordano 87’ (aut.) Negrisolo |

| Arbitro: | Agnolin (Bassano del Grappa) |

|  |           |                |
|  | Marcatori | 59’, 66’ Scala |

| Arbitro: | D'Elia (Salerno) |

|                                       |           |  |
| Bettega 5’ Boninsegna 68’, 82’ (rig.) | Marcatori |  |

| Arbitro: | Gonella (Torino) |

|             |           |  |
| Clerici 87’ | Marcatori |  |

| Arbitro: | Casarin (Milano) |

|           |           |  |
| Ferro 19’ | Marcatori |  |

| Arbitro: | Michelotti (Parma) |

|                  |           |                     |
| Garlaschelli 25’ | Marcatori | 22’, 66’, 74’ Rossi |

| Arbitro: | Ciacci (Firenze) |

|                     |           |                    |
| Giordano 55’ (rig.) | Marcatori | 10’ (aut.) Clerici |

| Arbitro: | Barbaresco (Cormons) |

|                                 |           |                  |
| Iorio 19’ Colla 59’ Delneri 80’ | Marcatori | 46’ Garlaschelli |

| Arbitro: | Gonella (Torino) |

|                                        |           |                                    |
| Juliano 6’ Savoldi 25’ Capone 55’, 61’ | Marcatori | 43’ (rig.), 83’ Giordano 85’ Lopez |

| Arbitro: | Agnolin (Bassano del Grappa) |

|              |           |  |
| Giordano 83’ | Marcatori |  |

| Arbitro: | Bergamo (Livorno) |

|             |           |  |
| Mozzini 75’ | Marcatori |  |

| Arbitro: | Gussoni (Tradate) |

|                                 |           |  |
| Vannini 15’ (aut.) Giordano 55’ | Marcatori |  |

| Arbitro: | Michelotti (Parma) |

|  |           |             |
|  | Marcatori | 86’ Martini |

| Arbitro: | Gussoni (Tradate) |

|  |           |           |
|  | Marcatori | 58’ Nanni |

### Coppa Italia

#### Primo turno
| Arbitro: | Terpin (Trieste) |

|                           |           |             |
| Tresoldi 58’ Bardelli 80’ | Marcatori | 90’ Clerici |

| Arbitro: | Schena (Foggia) |

|                                               |           |                |
| Agostinelli 34’ (rig.) Anquilletti 51’ (aut.) | Marcatori | 43’ Cantarutti |

| Arbitro: | Casarin (Milano) |

|              |           |  |
| De Ponti 19’ | Marcatori |  |

| Arbitro: | Panzino (Catanzaro) |

|                                   |           |            |
| Giordano 6’, 65’, 88’ D'Amico 44’ | Marcatori | 34’ Casone |

| 4 settembre 1977 5ª giornata |  | – Turno di riposo |  |  |

### Coppa UEFA
| Arbitro: | Jourquin |

|                    |           |  |
| Victor Pereira 35’ | Marcatori |  |

| Arbitro: | Gordon |

|                                             |           |  |
| Garlaschelli 7’, 20’ Giordano 13’, 53’, 87’ | Marcatori |  |

| Arbitro: | Bucek |

|                         |           |  |
| Wilson 30’ Giordano 31’ | Marcatori |  |

| Arbitro: | Da Luz Dias Correia |

|                                                     |           |  |
| Six 45’, 57’, 115’ Bousdira 109’ Djebali 118’, 119’ | Marcatori |  |

### Coppa d'Estate
| Arbitro: | Redini |

|                   |           |               |
| Giordano 77’, 90’ | Marcatori | 61’ Rampillon |

| Arbitro: | Van Ettekoven |

|                  |           |                   |
| van Staveren 37’ | Marcatori | 45’, 53’ Giordano |

| Arbitro: | D'Elia |

|                                     |           |                      |
| De Stefanis 37’ Giordano 90’ (rig.) | Marcatori | 20’, 31’, 64’ Mücher |

| Arbitro: | Menicucci |

|                                    |           |                                |
| Giordano 45’ Garlaschelli 53’, 78’ | Marcatori | 18’ van Staveren 48’ van Zoest |

| Arbitro: | Besory |

|            |           |                              |
| Pécout 77’ | Marcatori | 38’ Garlaschelli 74’ Badiani |

| Arbitro: | Van Langenhove |

|                        |           |                   |
| Lozano 56’, 78’ (rig.) | Marcatori | 31’, 64’ Giordano |

## Statistiche

### Statistiche di squadra
| Competizione   | Punti | In casa | In casa | In casa | In casa | In casa | In casa | In trasferta | In trasferta | In trasferta | In trasferta | In trasferta | In trasferta | Totale | Totale | Totale | Totale | Totale | Totale | DR |
| Competizione   | Punti | G       | V       | N       | P       | Gf      | Gs      | G            | V            | N            | P            | Gf           | Gs           | G      | V      | N      | P      | Gf     | Gs     | DR |
| -------------- | ----- | ------- | ------- | ------- | ------- | ------- | ------- | ------------ | ------------ | ------------ | ------------ | ------------ | ------------ | ------ | ------ | ------ | ------ | ------ | ------ | -- |
| Serie A        | 26    | 15      | 6       | 6       | 3       | 17      | 12      | 15           | 2            | 4            | 9            | 14           | 26           | 30     | 8      | 10     | 12     | 31     | 38     | -7 |
| Coppa Italia   | 4     | 2       | 2       | 0       | 0       | 6       | 2       | 2            | 0            | 0            | 2            | 1            | 3            | 4      | 2      | 0      | 2      | 7      | 5      | +2 |
| Coppa UEFA     |       | 2       | 2       | 0       | 0       | 7       | 0       | 2            | 0            | 0            | 2            | 0            | 7            | 4      | 2      | 0      | 2      | 7      | 7      | 0  |
| Coppa d'Estate | 9     | 3       | 2       | 0       | 1       | 7       | 6       | 3            | 2            | 1            | 0            | 6            | 4            | 6      | 4      | 1      | 1      | 13     | 10     | +3 |
| Totale         |       | 22      | 12      | 6       | 4       | 37      | 20      | 22           | 4            | 5            | 13           | 21           | 40           | 44     | 16     | 11     | 17     | 58     | 60     | -2 |

### Statistiche dei giocatori
Nel conteggio delle reti realizzate si aggiungano tre autoreti a favore in campionato, un'autorete a favore in Coppa Italia e due reti attribuite a tavolino in campionato.
| Giocatore       | Serie A  | Serie A | Coppa Italia | Coppa Italia | Coppa UEFA | Coppa UEFA | Coppa d'Estate | Coppa d'Estate | Totale   | Totale |
| Giocatore       | Presenze | Reti    | Presenze     | Reti         | Presenze   | Reti       | Presenze       | Reti           | Presenze | Reti   |
| --------------- | -------- | ------- | ------------ | ------------ | ---------- | ---------- | -------------- | -------------- | -------- | ------ |
| A. Agostinelli  | 29       | 1       | 4            | 1            | 4          | 0          | 5              | 0              | 42       | 2      |
| P. Ammoniaci    | 6        | 0       | 4            | 0            | 3          | 0          | 2              | 0              | 15       | 0      |
| E. Apuzzo       | 1        | 0       | -            | -            | -          | -          | 2              | 0              | 3        | 0      |
| G. Avagliano    | 1        | -2      | -            | -            | -          | -          | -              | -              | 1        | -2     |
| R. Badiani      | 25       | 0       | 4            | 0            | 4          | 0          | 6              | 1              | 39       | 1      |
| L. Boccolini    | 10       | 1       | 3            | 0            | 1          | 0          | 3              | 0              | 17       | 1      |
| M. Cari         | -        | -       | -            | -            | -          | -          | -              | -              | -        | -      |
| E. Castellucci  | -        | -       | -            | -            | -          | -          | -              | -              | -        | -      |
| S. Clerici      | 11       | 1       | 4            | 1            | 1          | 0          | -              | -              | 16       | 2      |
| F. Cordova      | 27       | 0       | 4            | 0            | 3          | 0          | 5              | 0              | 39       | 0      |
| V. D'Amico      | 9        | 2       | 2            | 1            | 3          | 0          | -              | -              | 14       | 3      |
| M. De Stefanis  | 1        | 0       | -            | -            | -          | -          | 3              | 1              | 4        | 1      |
| S. Ferretti     | -        | -       | -            | -            | -          | -          | 1              | 0              | 1        | 0      |
| C. Garella      | 29       | -36     | 2            | -3           | 4          | -7         | 6              | -10            | 41       | -56    |
| R. Garlaschelli | 26       | 7       | 2            | 0            | 4          | 2          | 3              | 3              | 35       | 12     |
| P. Ghedin       | 24       | 0       | 1            | 0            | 3          | 0          | 6              | 0              | 34       | 0      |
| B. Giordano     | 29       | 12      | 3            | 3            | 4          | 4          | 6              | 8              | 42       | 27     |
| A. Lopez        | 28       | 1       | 3            | 0            | 4          | 0          | 6              | 0              | 41       | 1      |
| L. Manfredonia  | 29       | 0       | 4            | 0            | 4          | 0          | -              | -              | 37       | 0      |
| L. Martini      | 15       | 0       | 2            | 0            | 1          | 0          | 6              | 0              | 24       | 0      |
| R. Miele        | -        | -       | -            | -            | -          | -          | -              | -              | -        | -      |
| C. Perrone      | 1        | 0       | -            | -            | -          | -          | 6              | 0              | 7        | 0      |
| D. Pighin       | 18       | 0       | -            | -            | 2          | 0          | 6              | 0              | 26       | 0      |
| S. Pivotto      | -        | -       | -            | -            | -          | -          | -              | -              | -        | -      |
| L. Polentes     | -        | -       | -            | -            | -          | -          | -              | -              | -        | -      |
| F. Pulici       | -        | -       | 2            | -2           | -          | -          | -              | -              | 2        | -2     |
| L. Tarallo      | -        | -       | -            | -            | -          | -          | -              | -              | -        | -      |
| G. Wilson       | 30       | 1       | 4            | 0            | 4          | 1          | -              | -              | 38       | 2      |